# Eau courante
Pour les articles homonymes, voir Courant (fluide).
L'eau courante est une eau vive qui coule continûment (courante, hydrologiquement parlant, un cours d'eau). On peut l'opposer à l'eau stagnante qui ne bouge pas. 
L'expression a une signification juridique largement héritée du droit romain (En latin aqua profluens).
Le sens premier tend dans le langage courant à être oblitéré par celui donné par une eau alimentaire transportée par canalisation à des fins domestiques, soit l'eau du robinet. 

## Étymologie
De cours (du latin. cursus, « course, cours ») qui désigne dès le début du XIIIe siècle le mouvement d'une eau courante, et eau, ce syntagme qui associe le déterminé cours et le déterminant d'eau est aujourd'hui lexicalisé. Eau courante admet plusieurs traductions plausibles en anglais watercourse (canal suivi par un cours d'eau qui coule), stream (Plan d'eau dont l'eau de surface s'écoule dans le lit et les rives d'un chenal), running water.

## Hydrologie

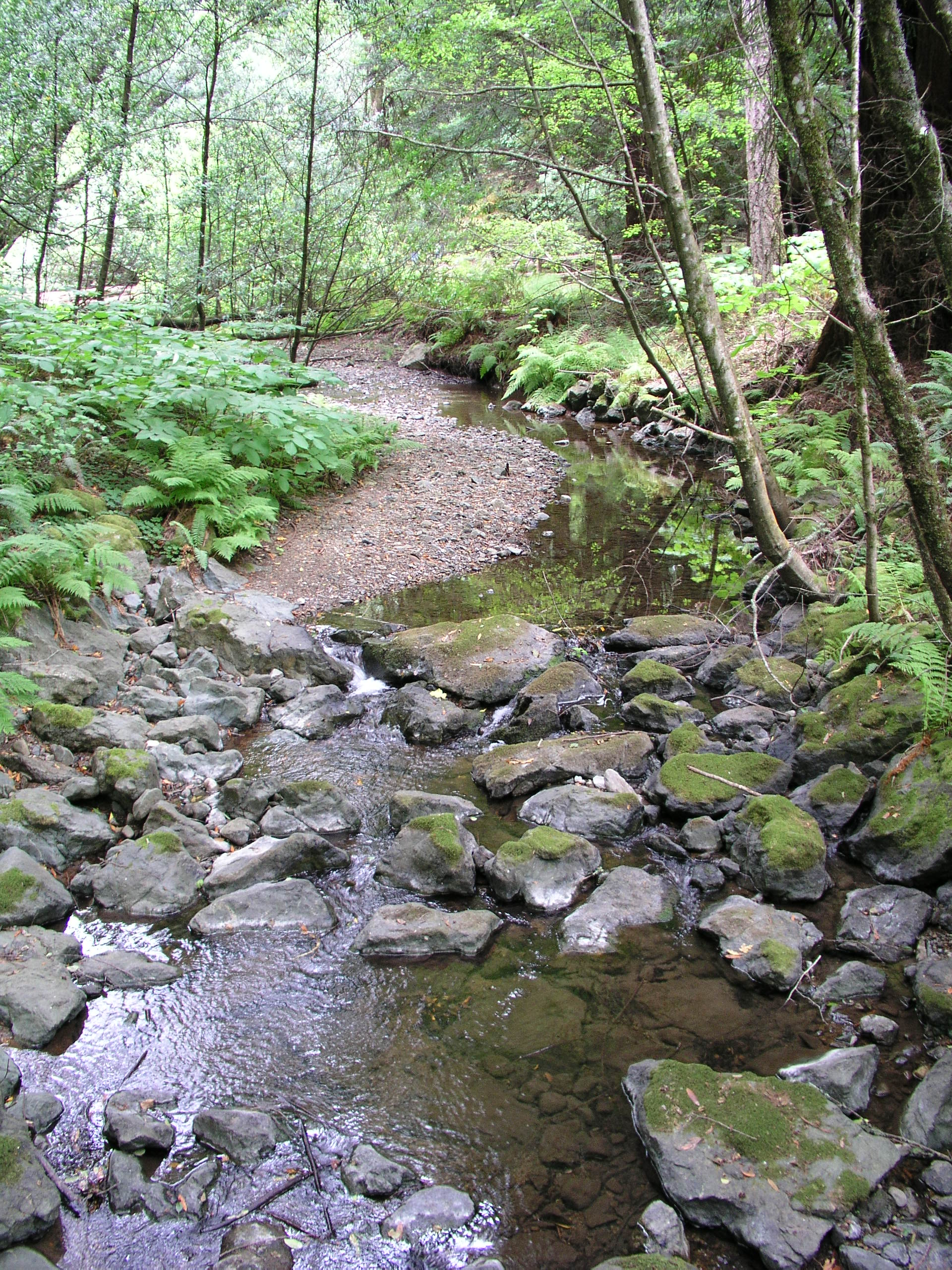
L'eau de ce ruisseau forme des courants variables en descendant

Le courant, dans une rivière ou un ruisseau, est le débit d'eau influencé par la gravité lorsque l'eau se déplace vers le bas pour réduire son énergie potentielle. Le courant varie dans l'espace, ainsi que dans le temps dans le courant, en fonction du débit volumique de l'eau, de la pente hydraulique, et de la géométrie du canal. Dans les zones de marée (estran), le courant dans les rivières et les ruisseaux peut s'inverser à la marée montante avant de reprendre à marée descendante.

## Droit
La qualification d'« eau courante » est en droit attaché aux servitudes attribuées ou non à une eau sur/bordant un fonds de terre.
L'eau courante est casse-tête juridique. L'eau courante n'a rien de fixe, rien d'immuable, rien sur quoi puisse reposer un véritable droit de propriété privée. Dans l'instant présent elle est sur un point, un instant après sur un autre et dans sa marche incessante souvent vagabonde elle nuit ou profite à divers particuliers dont elle trouve les fonds sur son passage. Les lits seuls sont il est vrai susceptibles d'appropriation, mais l'eau n'en devient l'accessoire qu'au moment où elle y coule. Le statut juridique attribué à l’eau des cours d’eau a fait l’objet d’intenses débats doctrinaux, les différents auteurs interprétant les textes romains et ultérieurs dans des sens totalement opposés.

### Droit romain
L'eau courante, est en droit romain une catégorie de choses qui, res communis, se trouve hors du commerce, c'est-à-dire que la nature a destinées à l'usage de tous les hommes et qui partant ne sauraient appartenir en propre à un seul individu. L'eau est pour les Romains, chose commune, mais sous la même restriction que l'air, c'est-à-dire que fixe elle appartient au maître du sol où elle repose, tandis que courante elle est à la disposition de tous le premier venu étant libre de s'en servir. Aussi les Romains ne représentent ils comme commune que l'aqua profluens, l'eau courante.
Les eaux pluviales — aqua pluvia — désignent toutes les eaux tombant du ciel comme telles ou comme formant et alimentant une eau courante, tout cours d'eau devient ainsi juridiquement une eau pluviale — « aqua pluvia est quae de caelo cadit atque imbre excrescit sive per se haec aqua caelestis noceat sive cum alia mixta sit » — « par eau de pluie, nous entendons l’eau qui tombe du ciel et forme un torrent, soit que cette eau nuise seule, soit qu’elle nuise étant mêlée à d’autres eaux ». Deux règles déterminent le mode d'usage de ces eaux. D'abord les eaux pluviales pour autant qu'elles se trouvent sur un fond déterminé et ne sont pas courantes — aqua profluens — appartiennent pleinement au maître de l'immeuble. Celui-ci peut donc en disposer à son gré sans que le propriétaire inférieur ait le droit de réclamer contre le manque d'eau car son voisin ne fait qu'user de son droit. Il va aussi de soi que le propriétaire supérieur peut changer la direction du cours d'eau à l'intérieur de son domaine sauf à n'apporter aucune modification à sa sortie. Une eau de pluie sur un fond qui aurait occasionné des dégâts sur le fond voisin par suite de travaux, pouvait déclencher une actio aquae pluviae arcendae de la part de la personne lésée. Les dégâts occasionné à un fond par l'eau de pluie détournée sur un autre fond sont encadrés par la Loi des Douze Tables (Table VII : biens immobiliers).

### Droit coutumier
En droit coutumier normand, le Seigneur peut détourner l'eau courante en sa terre pourvu que les deux rives soient assises en son fief ; et qu'au sortir de celui-ci, il les remette en leur cours ordinaire et que le tout se fasse sans dommage pour autrui. L'usage de l'eau courante est de droit public. Le vassal n'a pas la même liberté sur ses fonds, il ne peut pas changer l'ancien cours.

### Droit français
L'article 644 du Code civil français détermine que celui dont la propriété borde une eau courante (autre que celle qui est déclarée dépendance du domaine public par l'article 538 au titre « De la distinction des biens »), peut s'en servir à son passage pour l'irrigation de ses propriétés. Celui dont cette eau traverse l'héritage peut même en user dans l'intervalle qu'elle y parcourt, mais à la charge de la rendre, à la sortie de ses fonds, à son cours ordinaire.

### Common law
Cette notion se retrouve aussi en common law, derrière le terme Watercourse. La propriété est comprise sous le nom général de terre (land) ; une concession de terre à un bénéficiaire ne s'exerce pas par lui seulement sur les champs, les prairies, etc., mais aussi sur tous les fleuves et rivières qui passent naturellement sur la terre (land). Ceux qui possèdent des terres qui bordent un cours d'eau sont dénommés par les légistes en droit romain, propriétaires riverains (riparian proprietors), et ce terme commode a été adopté par les juges et les écrivains de la common law. Ce propriétaire riverain possède la partie du lit de la rivière (non navigable) qui est contiguë à sa terre usque ad filum aquce; ou, en d'autres termes, jusqu'au fil ou à la ligne centrale du flux. Le propriétaire d'un terrain contigu à une rivière navigable a un droit exclusif sur le sol, entre les marques d'eau haute et basse, en vue d'y ériger des quais ou des bâtiments.
Beaucoup d'États de l'Ouest des États-Unis utilisent le système de Prior appropriation water rights (voir l'arrêt de la Cour suprême de 1922, Wyoming v. Colorado), plutôt que le système de Riparian water rights, inspiré de la common law.

## Écologie
Attesté de façon isolée au XIIIe siècle puis au XVIe siècle, Eau courante ne devint un composé stable que dans le premier tiers du XIXe siècle, terme générique englobant rivière, fleuve, ruisseau. Cours d'eau est un terme technique, imposé par les géologues et les géographes. Les dictionnaires du XIXe siècle définissent encore les cours d'eau (rivière, torrent...) par eaux courantes ou courant d'eau.
- Les eaux courantes ont une action érosive.
- Les eaux courantes bien oxygénées abritent une faune particulière. Gardon, truite, vandoise, barbeau, brême, vairon, loche, goujon, chabot, perche sont des poissons d'eau courante. La carpe est un poisson d'eau dormante[9].

Les eaux courantes sont opposées aux eaux dormantes.
- Les eaux courantes  d'une rivière ou d'un ruisseau sont très agréables par leur murmure ou par leurs serpentements. On en forme des canaux et des pièces d'eau nous dit Bélidor[10]. L'eau dormante est celle d'une mare ou d'un étang qui a peu de mouvement ce qui la rend sujette à exhaler de mauvaises odeurs pendant les chaleurs de l'été. L'eau courante est salubre aux habitants d'un pays et à désirer pour une garnison et pour des troupes campées ou en quartiers ou en marche poursuit un traité d'art de la guerre[11]. Une eau dormante bien qu'elle ne soit pas ordinairement bien bonne à boire on est quelquefois forcé d'y avoir recours surtout lorsqu'un assiégeant prive une garnison et les habitants d'une ville des eaux vives qui fluoient dans son enceinte ou de celle qui est dans ses environs (sur le même registre).

Le cours (le mouvement rapide, lent ou impétueux) d'un fleuve, d'une rivière, d'un ruisseau, se dit aussi de l'étendue que parcourt en longueur ce fleuve, cette rivière ou ce ruisseau. On parle de cours d'eau.
On mesure la vitesse d'une eau courante avec un tube de Pitot.
La multiplicité et la spécificité des mots en français pour désigner différents types de cours d'eau, conduit à favoriser un usage plus constant du mot générique « cours d'eau ».